# Премия Вольфа
Премия Вольфа (ивр. פרס וולף‎) присуждается в Израиле с 1978 года Фондом Вольфа (англ. The Wolf Foundation). Премия вручается ежегодно в шести номинациях: сельское хозяйство, химия, математика, медицина, физика и искусство. Имеет высокий авторитет и часто рассматривается как вторая по престижности после Нобелевской премии (в медицине — после Ласкеровской премии). Многие лауреаты премии Вольфа впоследствии удостаивались Нобелевской премии.

## О премии
Фонд был учрежден в 1976 году Рикардо Вольфом (1887—1981), изобретателем, дипломатом и филантропом, и его женой Франсиской Субирана-Вольф (1900—1981), в целях продвижения науки и искусства на пользу человечества. Рикардо Вольф родился в Ганновере (Германия), незадолго до начала Первой мировой войны он эмигрировал на Кубу. Будучи послом Кубы в Израиле с 1971 года, после разрыва дипломатических отношений в 1973 году остался в Израиле до конца жизни.
Премия Вольфа вручается ежегодно (с возможными перерывами) в шести номинациях: сельское хозяйство, химия, математика, медицина, физика и искусство. Премия в области искусств присуждается по правилу ротации отдельных искусств. Чередование осуществляется в следующем порядке: живопись, музыка, архитектура, скульптура.
Премия включает диплом и денежную сумму в размере 100 000 долларов.
Отбор победителей в каждой области осуществляется международными комитетами из трёх экспертов. Новые составы комитетов формируются ежегодно. Фонд имеет статус частной некоммерческой организации. Опекуны, члены Совета и Комитетов, выполняют свои обязанности на добровольных основаниях. В 1975 году Кнессет утвердил специальный «Закон о фонде Вольфа».
Премия Вольфа — одна из немногих негосударственных премий, имеющих комплексный характер, то есть охватывающих сразу несколько сфер человеческой деятельности.

## Лауреаты
Всего насчитывается 329 лауреатов, при этом более половины из них — из США.
- Лауреаты премии Вольфа (математика)
- Лауреаты премии Вольфа (искусство)
- Лауреаты премии Вольфа (химия)
- Лауреаты премии Вольфа (физика)
- Лауреаты премии Вольфа (медицина)
- Лауреаты премии Вольфа (сельское хозяйство)